# Jyekundo
Jyekundo, Chinees: Gyêgu is een stad in de Chinese provincie Qinghai in het westen van China. Daarbinnen is het weer de hoofdstad van de regio Autonome Tibetaanse Prefectuur Yushu. De stad heeft een permanent inwoneraantal van tussen de 40.000 en 60.000 mensen, waarvan ongeveer 85% Tibetanen. 
De stad ligt, met 3700 meter hoogte, hoger dan de Tibetaanse hoofdstad Lhasa. 

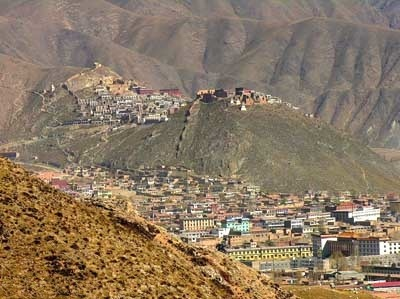
Panorama van de plaats en het klooster (2005)